# Nebojša Medojević
Nebojša Medojević, cyr. Небојша Медојевић (ur. 13 czerwca 1966 w Pljevlji) – czarnogórski polityk, menedżer i działacz organizacji pozarządowych, założyciel i przewodniczący Ruchu na rzecz Zmian (PzP), poseł do Zgromadzenia Czarnogóry, kandydat w wyborach prezydenckich w 2008.

## Życiorys
W 1991 ukończył studia na wydziale elektrotechnicznym Uniwersytetu Czarnogóry. W latach 1991–1999 pracował jako menedżer do spraw prywatyzacji w rządowej agencji zajmującej się restrukturyzacją gospodarki i inwestycjami zagranicznymi. Opublikował szereg artykułów w prasie, wydał też kilka książek poświęconych m.in. problematyce korupcji oraz gospodarce Czarnogóry w czasie transformacji.
Od 1999 kierował organizacją pozarządową w Podgoricy, w tym samym roku zrezygnował z członkostwa w Socjaldemokratycznej Partii Czarnogóry. W 2002 został założycielem i dyrektorem wykonawczym kolejnej organizacji pozarządowej, która w 2006 przekształciła się w partię polityczną pod nazwą Ruch na rzecz Zmian. W 2006 Nebojša Medojević został po raz pierwszy wybrany na posła do Zgromadzenia Czarnogóry, reelekcję uzyskiwał w wyborach w 2009, 2012, 2016 i 2020.
Wziął w międzyczasie udział w wyborach prezydenckich w 2008. Zajął w nich przedostatnie, 3. miejsce z wynikiem 16,6% głosów. W 2021 zrezygnował z zasiadania w parlamencie.